# Линькова, Людмила Андреевна
Людмила Андреевна Линькова (род. 1935) — литературовед, театровед, балетовед, преподаватель Санкт-Петербургской консерватории, доцент кафедры режиссуры балета, автор теории по сценарной драматургии балета.

## Биография
Людмила Андреевна Линькова родилась в Краснодаре 27 октября 1935 года.
В юности Людмила Андреевна занималась балетом в студии при театре Палиашвили, в 1958 году окончила Тбилисский университет и с 1959 по 1964 годы работала старшим научным сотрудником Пензенской картинной галереи. С 1965 года преподавала в Ленинградской консерватории, где разработала оригинальные курсы истории и сценарной драматургии балета (теория и практика). С 1966 года также читала курс истории хореографического искусства в Ленинградском институте культуры.
Разработка системы сценарной драматургии и её применение на практике является важнейшей составляющей в комплексном обучении профессионала — артиста. Благодаря которой представитель русской балетной школы так отличается от современной европейской, порой опережающей в технике, но отстающей в содержании.